# Bandy i Schweiz

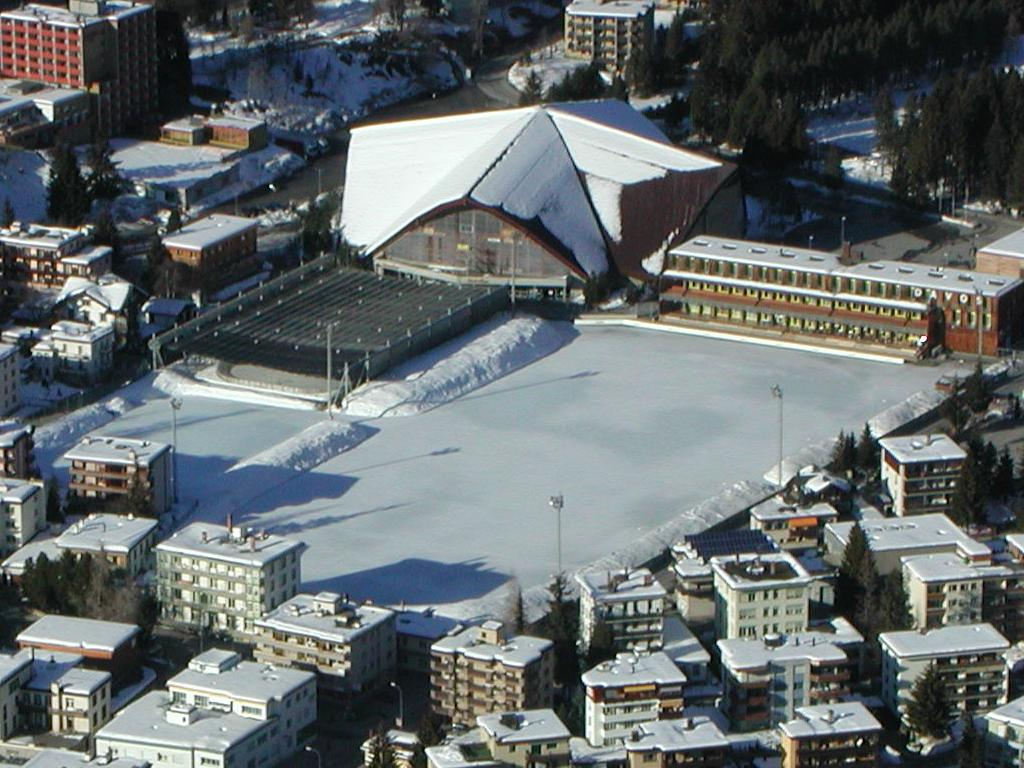
Eisstadion Davos

Organiserad bandy i Schweiz började spelas på 1800-talet. Sankt Moritz var ett stort bandyfäste; Sankt Moritz BC bildades i december 1893. Från 1894 spelade Sankt Moritz BC årligen mot Davos och andra liknande årliga matcher spelades mellan Unterkulm och Rest. Schweiz arrangerade Europamästerskap i bandy 1913. I slutet av 1910-talet upphörde organiserad bandy att spelas i Schweiz.
Den 6 januari 2014 spelades en 4-nationsturnering i Davos för att fira 100-årsjubileet av Europamästerskapet. Schweiz deltog inte själva. Tjeckien gjorde debut genom att möta Ungern, Nederländerna och Tyskland. Matcherna spelades på Eisstadion Davos i Davos på fullstor plan i 2 × 30 min.
2015 började vänner spela i kantonen Neuchâtel.
I juli 2017 spelade ett könsmixat representationslag två rinkbandymatcher mot Tyskland i Fleurier. I september debuterade man i Nymburks internationella rinkbandyturnering.
Damlandslaget debuterade i VM 2018, medan herrarna är på väg med rekryteringen men inte riktigt klara än.
Schweiz är med i Federation of International Bandy sedan 2006.